# Hyles umbrata
Hyles umbrata är en fjärilsart som beskrevs av Gehlen. 1928. Hyles umbrata ingår i släktet Hyles och familjen svärmare. Inga underarter finns listade i Catalogue of Life.